# Rapsod. Portret sceniczny Andrzeja Mielewskiego
Rapsod. Portret sceniczny Andrzeja Mielewskiego – rysunek polskiego malarza Stanisława Wyspiańskiego z 1904 roku wykonany pastelem na papierze, znajdujący się w Galerii sztuki polskiej 1800–1945 Muzeum Śląskiego w Katowicach.
Rysunek powstał w Krakowie kilka lat przed śmiercią Wyspiańskiego. W 1903 w mieście wystawiono Bolesława Śmiałego. Andrzej Mielewski zagrał w przedstawieniu rolę wiejskiego grajka Rapsoda. Uwieczniona na rysunku lira korbowa była wcześniej użyta na obrazie przez Jana Matejkę. Rysunek zakupiono dla katowickiego muzeum w 1939 roku w Krakowie. Pochodził ze zbioru Elizy Pareńskiej. Dzieło o wymiarach 92 × 60 cm nie jest sygnowane.
Poczta Polska wydała w 1972 znaczek o nominale 4 zł z reprodukcją Rapsoda w serii Malarstwo polskie – Dzień Znaczka 1972. Nakład liczył 900 018 sztuk. Autorem projektu znaczka był Tadeusz Michaluk. Znaczek wyszedł z obiegu w 1994 roku.